# Boris Nemtsov
Boris Jefimovitsj Nemtsov (Russisch: Борис Ефимович Немцов) (Sotsji, 9 oktober 1959 – Moskou, 27 februari 2015), was een van de leidende personen binnen de Russische liberale oppositiepartij Unie van Rechtse Krachten (Russisch: SPS). Als gouverneur wist hij oblast Nizjni Novgorod begin jaren 90 economisch te versterken. Hij was vicepremier onder president Boris Jeltsin van 1997 tot 1998, waarbij hij zich kenmerkte door zijn hervormingsgezinde en marktgeoriënteerde benadering.
Nemtsov sprak vloeiend Engels. Door de Russische media werd hij vanwege zijn zwarte haar en donkere ogen vaak aangeduid als "Russische Belmondo". Hij was lid van het uitvoerend comité van de SPS en medevoorzitter van Comité 2008.
Op 27 februari 2015 werd hij in Moskou op straat vermoord. Nemtsov had drie kinderen.

## Levensloop

### Jeugd en carrière als politicus
Nemtsov werd geboren op 9 oktober 1959 in Sotsji. Zijn vader was actief in de CPSU en was enige tijd actief als viceminister van constructie. Zijn moeder was kinderarts. Na een scheiding vertrok zijn moeder met haar kinderen naar Gorki (nu Nizjni Novgorod).
Nemtsov studeerde van 1976 tot 1981 radiofysica aan de Staatsuniversiteit van Gorki en verkreeg in 1985 een kandidaatstitel in natuurkunde en wiskunde. Tot 1990 werkte hij als wetenschapper aan het Radio-fysisch Onderzoeksinstituut van Gorki. Begin jaren 80 leerde hij bij de Komsomol de latere Russische premier Sergej Kiriejenko kennen.
Nadat Gorbatsjov in 1986 probeerde de Kernramp van Tsjernobyl verborgen te houden, begon Nemtsov te zoeken naar milieu-initiatieven. In 1988 werd hij lid van een ecologische groepering die de bouw van een kerncentrale in Nizjni Novgorod verhinderde.
In 1989 probeerde Nemtsov zich te registreren voor de verkiezingen voor het Congres van Volksafgevaardigden (onderdeel van het parlement) als een onafhankelijke kandidaat, maar werd tegengehouden door de door communisten beheerste lokale verkiezingscommissie na een aantal negatieve publicaties over hem in de media.
In maart 1990, toen voor het eerst sinds 1917 verkiezingen werden gehouden met verschillende onafhankelijke partijen, werd Nemtsov voor zijn thuisstad Gorki als enige niet-communistische kandidaat in de Opperste Sovjet van de Russische SFSR gekozen. In het parlement sloot hij zich aan bij de 'Hervormingscoalitie' en bij groepen links van het politieke midden. Hij werkte hier aan de wetgeving.

### Gouverneur van oblast Nizjni Novgorod
Bij de mislukte Augustusstaatsgreep in Moskou in 1991 nam Nemtsov actief deel aan de democratische verdediging van het Witte Huis en werd daarop als dank door president Boris Jeltsin aangesteld als zijn afgevaardigde voor oblast Nizjni Novgorod en in november als gouverneur van de oblast.
Na zijn aantreden als gouverneur liet de 32-jarige Nemtsov al snel het grootste deel van de communisten in het bestuur eruit werken en won de lokale Opperste Sovjet voor zijn hervormingsplannen. Onder Nemtsov werd Nizjni Novgorod (in 1991 werd de naam van Gorki opnieuw veranderd naar zijn oude naam) tot pionier en pilootproject voor de verreikende economische hervormingen en privatiseringen in Rusland. Hij privatiseerde de handels- en dienstensector met succes. Bij een landhervorming werden de kolchozen en sovchozen eveneens succesvol omgezet naar private landbouwbedrijven. Staatsbedrijven werden veranderd in coöperaties. Nemtsov werd hierbij geholpen door de Amerikaan Robert Gale van de International Finance Corporation (IFC) en de Russische econoom Grigori Javlinski, die later tot voorzitter werd van de liberale politieke partij Jabloko. 
Zijn ambtsduur werd gekenmerkt door een grote economische groei. Hij probeerde monopolies te verbreken, economische concurrentie te bevorderen en een nieuwe middenstand te creëren. De conservatieve ex-premier van het Verenigd Koninkrijk Margaret Thatcher bezocht Nizjni Novgorod in 1993 en prees Nemtsovs hervormingen. Premier Viktor Tsjernomyrdin noemde Nizjni Novgorod een model voor heel Rusland.
In december 1993 werd Nemtsov verkozen in de Federatieraad (Hogerhuis). Hij werd hierbij ondersteund door de destijds machtigste liberale partijen van Rusland: Keuze van Rusland en Jabloko. In december 1995 werd hij herkozen als gouverneur door middel van vrije verkiezingen. In januari 1996, twee jaar na de start van de Eerste Tsjetsjeense Oorlog, hielden lokale kranten van oblast Nizjni Novgorod, gesteund door Nemtsov, een handtekeningenactie tegen deze oorlog. In drie weken tijd werden meer dan een miljoen handtekeningen opgehaald, die aan de verraste Jeltsin werden overhandigd.

### Vicepremier
In maart 1997 zag Jeltsin, die in zijn tweede ambtsperiode vanaf 1996 overigens weinig actief was vanwege zijn slechte gezondheid, zijn hervormingen stokken en hij bracht daarom een aantal wijzigingen aan in zijn regering. De 37-jarige Nemtsov werd net als Anatoli Tsjoebajs benoemd tot vicepremier. Voordat hij echter deze post aannam, benoemde Nemtsov Kiriejenko tot directeur van het oliebedrijf Norsi Oil uit Nizjni Novogorod. 
De belangrijkste uitdagingen tijdens Nemtsovs ambtsperiode waren de sociale en huisvestingspolitiek en de hervorming van de energiesector met de herstructurering van de gas-, stroom- en spoorwegmonopolies. Hij vroeg van Jeltsin twee jaar om deze hervormingen te kunnen realiseren. Bij zijn aantreden verklaarde hij dat hij "niet zou liegen, niet stelen en zich niet zou laten omkopen". In tegenstelling tot de economische liberalen Tsjoebajs en Gajdar wordt Nemtsov gezien als een practicus. Hij zag zichzelf als "liberaal in de economie en aanhanger van een sterke staat in de politiek". 
In april 1997 maakte hij in de strijd met monopolist Gazprom bekend dat Gazprom de staat nog 14,8 miljard roebel (ongeveer 2,6 miljard dollar) aan achterstallige belastingen schuldig was, waarmee de staat de uitstaande salarissen van dokters, leraren en kleuterscholen kon uitbetalen. Aan de andere kant waren bedrijven, autoriteiten en privéhuishoudens Gazprom ongeveer 10 miljard dollar schuldig. Gazprom, dat was ontstaan uit de vroegere ministeries van aardolie en aardgas en werd geleid door premier Viktor Tsjernomyrdin, had zich na de privatisering van 60% van de aandelen (die volgens Nemtsov overigens ook zonder toestemming van de regering waren verkocht) steeds meer onttrokken van de staatscontrole, waarvan hoofdzakelijk de managers profiteerden. Nemtsov liet een tien man tellende regeringscommissie oprichtten, die onder leiding van hem het concern moesten controleren.
Nemtsov was zeer populair onder de Russische bevolking in deze periode en leek de belangrijkste kanshebber voor de Russische presidentsverkiezingen van 2000. In de zomer van 1997 behaalde hij hiervoor 50% in de opiniepeilingen.
Op voorspraak van Nemtsov vaardigde president Jeltsin op 1 april 1997 een oekaze uit die het staatsdiensten verbood om nog langer buitenlandse auto's aan te schaffen; alleen binnenlandse auto's van het bedrijf GAZ (het merk Volga) uit Nizjni Novgorod mochten worden gekocht. In Nemtsovs bijzijn werden buitenlandse auto's in Russisch staatsbezit publiek geveild.
Op 25 april benoemde Jeltsin Nemtsov tegelijkertijd tot minister van brandstof en minister van energie. Door diens strijd met de Doema in hetzelfde jaar, verklaarde Jeltsin al in november dat een vicepremier niet gelijktijdig ook een ministerspost mocht bekleden. Door een wijziging in de regering werd Nemtsov vervangen door Kiriejenko als minister van energie, maar hij bleef vicepremier. Al in april 1998 werd Kiriejenko echter benoemd tot premier. Nemtsov bleef vicepremier, maar wel met meer bevoegdheden.
Op 17 juli 1998 vertegenwoordigde Nemtsov de Russische regering bij de herbegrafenis van de Russische tsaar Nikolaas II en zijn familie in de Petrus en Pauluskathedraal van Sint-Petersburg. Hij was leider van een door Jeltsin ingestelde regeringscommissie, die de echtheid van de beenderen had aangetoond, die in 1991 in Ganina Jama bij de Oeralstad Jekaterinenburg werden opgegraven.
Tijdens de roebelcrisis midden 1998 beleefde zijn politieke carrière een terugslag. De Russische beurzen beleefden namelijk een krach, die werd gevolgd door een economische crisis in Rusland. Nemtsov was het enige lid van het kabinet dat vrijwillig zijn aftreden aankondigde, hetgeen vervolgens werd ingewilligd door Jeltsin op 28 augustus 1998. Samen met Tsjoebajs trad hij onder druk van de Doema terug uit de regering.

### Unie van Rechtse Krachten
In januari 1999 registreerde Nemtsov de politieke beweging Jong Rusland bij het Russische Ministerie van Justitie. Samen met de beweging Nieuwe Kracht van de eerdere premier Kiriejenko, die in juni 1998 door toedoen van oligarch Boris Berezovski was vervangen door Jevgeni Primakov (nadat Jeltsins poging om Tsjernomyrdin opnieuw aan te stellen was geblokkeerd door de Doema), en andere hervormingsgezinden richtte Nemtsov de coalitie De juiste Zaken op. 
In augustus kondigden Nemtsov, Kiriejenko en Irina Chakamada de vorming aan van de liberaal-democratische coalitie Unie van Rechtse Krachten (SPS). Bij de Russische parlementsverkiezingen van december 1999 bereikte de partij, ondanks de rol van Nemtsov en Kiriejenko bij de roebelcrisis, met bijna zes miljoen kiezers 8,6% van de stemmen. Nemtsov wist een direct mandaat te verkrijgen in zijn thuisstad Nizjni Novgorod boven de voormalige directeur van GAZ. 
Nemtsov werd in februari een afgevaardigde voor de Doema. In mei 2000, na de terugtreding van de eerdere voorzitter Sergej Kiriejenko, werd Nemtsov verkozen tot voorzitter en fractieleider van de SPS in de Doema. In mei 2001 werd hij aangesteld als partijvoorzitter met een meerderheid van 70% van de stemmen.
In juli 2000 organiseerde Nemtsov een bijeenkomst tussen 21 vroegere Russische oligarchen en de nieuwe president Vladimir Poetin, waarbij Poetin de aanwezige zakenlieden waarschuwde zich niet te bemoeien met de politiek, zoals ze eerder bij Jeltsin hadden gedaan.
Nadat de Russische president Poetin na het zinken van de onderzeeboot Koersk midden 2000 een tweedaagse informatiestilte inlaste, wat de internationale hulp vertraagde, en hij niet vanuit zijn vakantieverblijf in Sotsji terugkeerde naar de plaats des onheils, maar naar een conferentie op de Krim, werd hem door de pers onverschilligheid en falend crisismanagement verweten. Nemtsov zei in een persverklaring van zijn partij "het gedrag van de president is immoreel", en dat de opperbevelhebber van de strijdkrachten geen recht heeft op vakantie "wanneer zijn ondergeschikten dit drama doormaken".
Tussen 2000 en 2003 raakte Nemtsov in een moeilijke politieke situatie. Terwijl hij zelf met kracht het beleid van president Poetin bestreed met betrekking tot het terugdraaien van de democratie en de burgerlijke vrijheden in Rusland, moest hij een compromis vinden met de machtige medevoorzitter van de SPS en directeur van het staatsenergiebedrijf EES Rossii, Anatoli Tsjoebajs, die een meer verzoenende lijn met het Kremlin voorstond. Hierdoor kwam de boodschap van de SPS vaag over en raakten veel potentiële liberale kiezers van de partij vervreemd. Daarnaast stond Tsjoebajs onder de bevolking vooral bekend als degene die de liberaliseringen had doorgevoerd, die zo negatief hadden uitgepakt voor de bevolking.
In de parlementsverkiezingen van december 2003 behaalde de SPS, die door zowel Nemtsov als Tsjoebajs werd geleid, slechts 2,4 miljoen stemmen ofwel 4% van het totaal, waarmee de partij, net als Jabloko, de kiesdrempel van 5% niet haalde en daardoor haar zetels in de Staatsdoema verloor. De officiële tellingen werden echter bekritiseerd door zowel de SPS als Jabloko, daar peilingen en alternatieve tellingen van onafhankelijke waarnemers hadden aangegeven dat beide partijen meer dan 5% zouden krijgen. Nemtsov verklaarde "De parlementsmeerderheid behoort alleen aan degenen die voor de politiestaat staan, voor het inperken van de burgerlijke vrijheden, voor het einde van de onafhankelijke justitie [...] Ik wil niet klagen. We weten dat het in de geleide democratie erg moeilijk is om tegen de autoritaire tendensen te strijden. Men verkoopt de Russische burger voor dom". In december 2003 traden de vier voorzitters Chakamada, Tsjoebajs, Nemtsov en Gajdar terug uit het partijbestuur en ze namen de verantwoordelijkheid voor de nederlaag.
Bij de Russische presidentsverkiezingen van 2004 stelde de partij geen kandidaten voor, daar tegen de zittende president toch geen eerlijke kans zou bestaan en omdat hierdoor een splijting binnen de partij tussen de mensen die tegen Poetin waren (Nemtsov) en de mensen die voor Poetin waren (Tsjoebajs) kon worden voorkomen. Medevoorzitster Irina Chakamada stelde zich echter wel zonder steun van de partij als onafhankelijke kandidate beschikbaar. Nemtsov persoonlijk ondersteunde haar kandidatuur wel en riep zijn partijgenoten op om op haar te stemmen. De kandidatuur van Chakamada werd echter ook bekritiseerd, omdat daarmee de verkiezingen "gelegitimeerd" werden.

### Comité 2008
In januari 2004 schreef Nemtsov samen met zijn oude partijmaat en adviseur Vladimir Vladimirovitsj Kara-Moerza in het blad Nezavisimaja Gazeta een artikel met de titel "Over het gevaar van het Poetinisme", waarin ze, onder de term 'Poetinisme', waarschuwden voor de gevaren van een dreigende dictatuur onder Poetin. In dezelfde maand was Nemtsov medestichter van het Comité voor vrije verkiezingen in het jaar 2008 (Comité 2008), een vereniging van Russische politici in de oppositie, die ook persoonlijkheden omvat als Garri Kasparov, Vladimir Boekovski en andere prominente liberalen. Volgens Kasparov zal het comité echter niet als politieke partij deelnemen aan de presidentsverkiezingen van 2008.
Nemtsov ondersteunde actief de Oranjerevolutie in november en december 2004 in Oekraïne en werd na de verkiezingen benoemd tot economisch adviseur van de Oekraïense president Viktor Joesjtsjenko.

## Moord
Op 27 februari 2015 werd hij doodgeschoten op de Bolsjoj Moskvoretski-brug, circa 200 meter van het Kremlin en het Rode Plein. Zijn moeder had enkele weken voordien laten weten dat ze bang was dat Poetin Nemtsov zou laten vermoorden. Op 1 maart 2015 stond er een anti-crisisprotest onder leiding van Nemtsov gepland. De Oekraïense president Petro Porosjenko stelt dat Nemtsov is vermoord, omdat hij gevoelige informatie over de Russische betrokkenheid bij de oorlog in Oost-Oekraïne naar buiten wilde brengen. Enige uren voor zijn dood gaf hij nog een interview waarin hij Poetin een pathologische leugenaar noemde.
Nemtsov werd op 3 maart 2015 begraven op de Trojekoerovskoje-begraafplaats aan de westrand van Moskou.
De man die Nemtsov doodschoot werd in 2017 veroordeeld tot een celstraf van 20 jaar. Vier andere betrokkenen kregen celstraffen variërend van 11 tot 19 jaar.

## Trivia
In Washington D.C., Vilnius en Praag zijn de namen van de straten of pleinen waar de Russische ambassades zijn gevestigd, gewijzigd in Boris Nemtsov. Rusland heeft geprotesteerd tegen deze naamswijziging en weigert deze naam te gebruiken.